# Wankeliella peterseni
Wankeliella peterseni is een springstaartensoort uit de familie van de Tullbergiidae. De wetenschappelijke naam van de soort is voor het eerst geldig gepubliceerd in 1975 door Rusek.